# Johannes Brachmann (Mediziner, 1867)
Johannes „Hans“ Brachmann (* 29. Januar 1867 in Köln; † 2. April 1941) war ein deutscher Arzt und Marinegeneraloberstabsarzt, vergleichbar mit dem Dienstgrad eines Vizeadmirals, der Reichsmarine.

## Leben
Johannes Brachmann studierte von 1886 bis 1889 in Bonn, trat im Oktober 1888 aber der Marine bei. Ab 1889 studierte er wieder, diesmal am Friedrich-Wilhelm-Institut in Berlin. Anfang März 1891 wurde er hier mit der Dissertation zum Thema Nervöse Nachkrankheiten der Influenza zum Dr. med. Mitte Oktober 1891 kam er als Marineunterarzt zur Marinestation der Nordsee, anstelle der geplanten Zuweisung zum Infanterie-Regiment 96, und wurde zeitgleich an die Charité kommandiert. 1893 war er vom Lazarett der Marinestation der Ostsee für das Ablegen der Staatsprüfung wieder an das Friedrich-Wilhelm-Institut kommandiert und kam dann Mitte des Jahres zurück zur Ostseestation. Es folgte bei der I. Matrosendivision seine Beförderung zum Marineassistenzarzt 2. Klasse und zum 24. Juli 1893 seine Kommandierung zur C-Torpedobootsdivision. Im gleichen Jahr kam er als Schiffsarzt auf die Sachsen. 1895 war Brachmann im Sanitätsamt der Marinestation der Ostsee (Kiel). Am 12. April 1898 folgte seine Beförderung zum Marinestabsarzt. Ca. ab 1903 war er wieder als Schiffsarzt diesmal auf der Jacht Hohenzollern eingesetzt und hier erfolgte Mitte Oktober 1905 seine Beförderung zum Marineoberstabsarzt. Als Chefarzt des Marinelazaretts Sonderburg wurde er 1912 zum Marinegeneraloberarzt befördert. Bis April 1916 war er als Chefarzt im Festungslazarett Wilhelmshaven eingesetzt und ging dann als Garnisonsarzt nach Kiel, wo er gleichzeitig Vorstand der Sanitätsabteilung war. Ab November 1916 war er im Stab des Oberbefehlshabers der Ostseestreitkräfte. Am 17. November 1916 wurde er zum Marinegeneralarzt (mit dem Rand des Kapitäns zur See) befördert. Von Januar 1918 bis Oktober 1918 war er als Inspektionsarzt bei der Torpedoinspektion. Anschließend war er bis Kriegsende Stationsarzt bei der Station der Ostsee.
Nach Kriegsende wurde er in die Reichsmarine übernommen und wurde hier am 1. Mai 1922 zum Marinegeneralstabsarzt, im Rang eines Konteradmirals, befördert. Er wurde als Nachfolger von Walther Uthemann Chef der Marinemedizinalabteilung des Reichswehrministeriums in Berlin. Am 31. Dezember 1928 wurde er mit dem Charakter des Marinegeneraloberstabsarztes aus der Marine verabschiedet. Die Position als Chef der Marinemedizinalabteilung wurde von Admiralarzt Sigmund Moosauer übernommen.

## Auszeichnungen (Auswahl)
Bis 1926 hatte er u. a. folgende Auszeichnungen erhalten:
- Roten Adlerorden, 4. Klasse mit Krone
- Eisernes Kreuz, 1. Klasse
- Königlichen Kronen-Orden 3. Klasse
- Großherzoglich Mecklenburgisches Militärverdienstkreuz, 2. Klasse
- Hanseatenkreuz